# Guilherme Filipe
<>

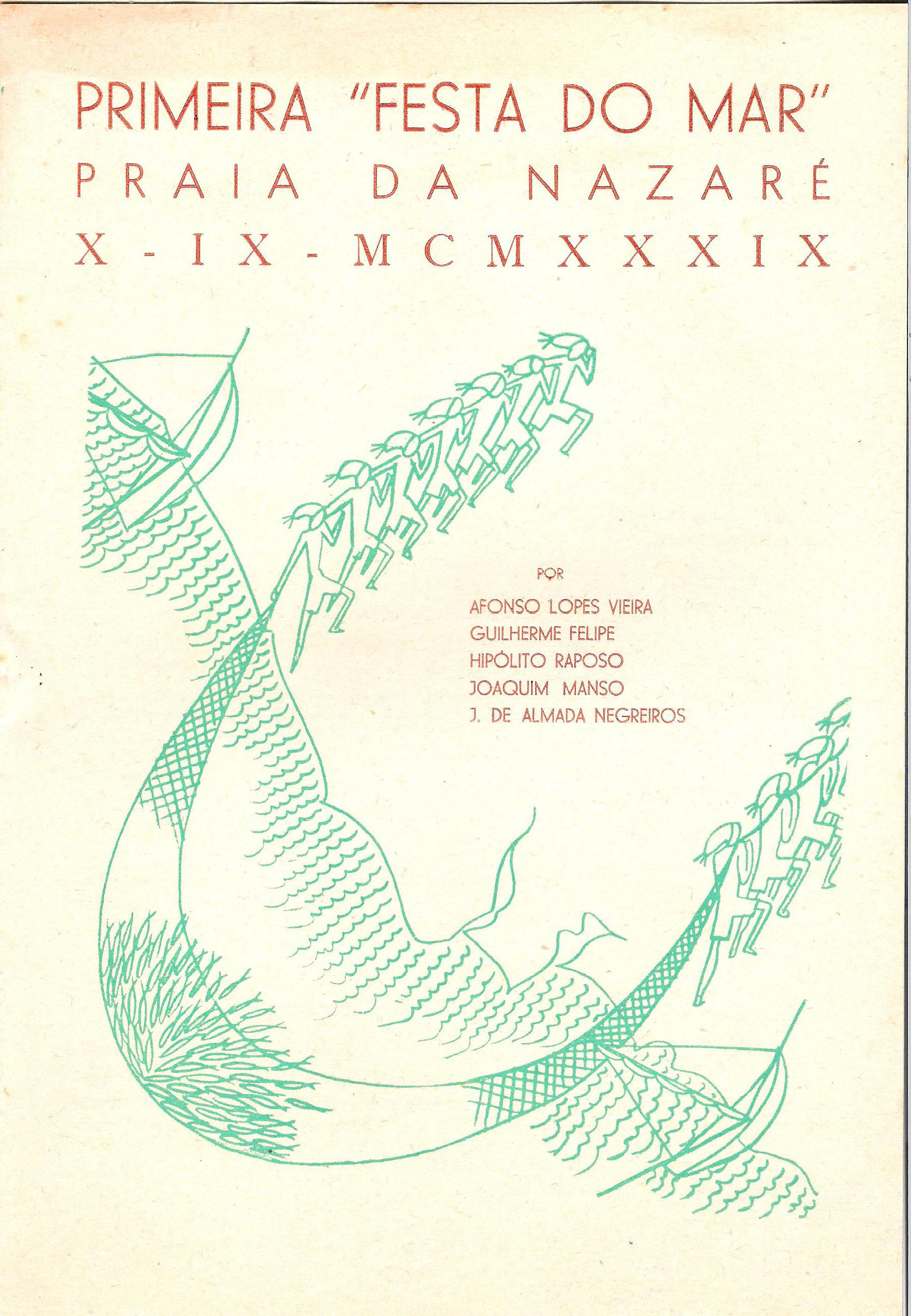

Guilherme Filipe Teixeira (Pampilhosa da Serra, Fajão, 1897 - Lisboa, 1971) foi um pintor português.

## Biografia
Nascido em Fajão, Guilherme Filipe desde muito novo manifestou a sua vocação para a pintura. Estudou nas escolas de  Belas-Artes de Lisboa e Belas-Artes de Madrid, tendo como patrono Cândido Sotto Mayor.
No período em que frequentou a escola de Belas-Artes em Lisboa, era assíduo dos cursos livres da Sociedade Nacional de Belas Artes e frequentou os ateliês dos mestres, José Malhoa e António Tomás da Conceição Silva.
Nos seis anos que passou na capital espanhola foi aluno de Joaquín Sorolla na Real Academia de Belas-Artes de São Fernando, montou um ateliê com os escultores José Planes e José Clara, participou numa série de exposições colectivas e individuais e fez parte de várias tertúlias artísticas e literárias, nomeadamente no famoso café madrileno El Pombo onde é introduzido pelo escritor e jornalista Ramón Gómez de la Serna.
A sua estreia nas exposições madrilenas deu-se numa exposição colectiva no Palácio das Artes (1918), com um quadro de gigantescas proporções intitulado Salomé. Por não caber na porta Guilherme Filipe pendura-o numa árvore no exterior do edifício. A imprensa espanhola referiu-se largamente ao acontecimento, que foi comentado pelo rei de Espanha à saída da Exposição como sendo um acto de "rebeldia lusitana muy simpática". Tinha então o artista 21 anos. De Madrid Guilherme Filipe parte para Toledo onde passa uma larga temporada com o caricaturista Luis Bagaria.
Regressa a Portugal, no momento em que se esboçava um forte movimento de renovação da Arte Portuguesa. Instala-se primeiro em Coimbra, onde o poeta Eugénio de Castro lhe proporcionou um ateliê na Faculdade de Letras, produzindo aí algumas interessantes composições picturais como O Cristo Negro, Aldeia da Beira, O Retrato do Poeta (Miguel Torga de quem era amigo pessoal), etc. Em 1923 realiza nesta cidade a sua primeira exposição individual, cujo catálogo foi editado pela Imprensa da Universidade de Coimbra. Realiza a sua segunda exposição individual em Lisboa, para onde se mudou depois.
Guilherme Filipe volta a ausentar-se de Portugal, desta vez para se dirigir a Paris tendo realizado no caminho várias exposições em Coimbra, Lisboa, Porto, Corunha, Vigo, Santander, Oviedo, Bilbau e Madrid, tendo os museus de Arte Moderna destas últimas cidades adquirido quadros seus. Fez também algumas conferências e publicou dois manifestos sobre arte e política. De regresso de Paris volta a fixar-se em Madrid por mais um ano.
Quando regressa a Portugal definitivamente (1932) Guilherme Filipe dedica-se a uma série de actividades culturais e políticas a par com a pintura:
- Em 1933, com o patrocínio de Guilherme Cardim e Fausto Figueiredo funda no Estoril uma Escola de Acção Artística, em colaboração com Augusto Pina. Nas palavras do pintor esta escola pretendia - "estimular as crianças e desenvolver-lhes a intuição artística, para que com as noções elementares de cor, de pintura, e música enriqueçam a inteligência e criem o sentido de ritmos fortes." A escola, fecha pouco tempo depois da sua criação por falta de apoios, uma vez que o ensino era gratuito e a maioria das crianças que a frequentava provinha de meios desfavorecidos.[8]
- Funda também o Jardim Universitário de Belas-Artes em Lisboa, que promoveu, entre outras actividades, a criação de uma orquestra sinfónica que se apresentou no Coliseu dos Recreios; debates sobre arte e filosofia na Sociedade Nacional de Belas Artes; uma homenagem ao prof. Egas Moniz pela sua consagração com o Prémio Nobel; sessões clássicas de cinema, as célebres "matinés das terças-feiras" no cinema Tivoli, com exibição de filmes comentados (tendo sido um dos comentadores); etc.
- Em meados da década de 30, e durante cinco anos, Guilherme Filipe afasta-se da vida cultural e artística da capital e refugia-se na Nazaré onde se dedica a pintar temas relacionados com a pesca e os pescadores, no que é considerado por vários autores como um dos seus períodos mais profícuos em termos artísticos. Foi também na Nazaré que Guilherme Filipe organiza a Primeira Festa do Mar (Setembro de 1939), na qual colaboraram Afonso Lopes Vieira, Joaquim Manso, Hipólito Raposo e Almada Negreiros.[9]
- Em 1958 participa na campanha de apoio a Humberto Delgado e faz um estágio na Universidade de Santander (secção de Humanidades). Neste período  pinta o retrato equestre de Joaquim Augusto Mouzinho de Albuquerque e três painéis para o Cine-Teatro de Arganil. Pintou também os retratos do poeta Santiago Presado, Guida Keil do Amaral, dos professores Diogo Furtado, Barahona Fernandes, Adelino da Palma Carlos, Dias Agudo, Santana Dionísio (pai e filho) e Seabra Dinis.

Guilherme Filipe fez parte de um grupo de intelectuais que em 1958 apoiou a candidatura do General Humberto Delgado à presidência da República. Numa sociedade em que a censura imperava e que os opositores ao regime eram silenciados, Guilherme Filipe viveu a partir de então como um proscrito tendo morrido três anos antes da instauração da democracia em Portugal.
Existem quadros seus nos museus de Coimbra, Lisboa, Porto, Nazaré, Caldas da Rainha, Arganil, assim como em várias colecções particulares em Portugal e no estrangeiro.
Colaborou na revista  Renovação (1925-1926) .

## Sobre Guilherme Filipe escreveram[11]
- Vitorino Nemésio (Segunda exposição Guilherme Filipe em Coimbra de 1923[12] ou Jornal do Observador (Verbo, 1974);
- José Augusto França (Folhetim artístico. Lembrança de três pintores de 1971);[13]
- Miguel Torga[14] (em vários artigos, sendo inclusivamente autor das palavras inscritas na pedra tumular de Guilherme Filipe, no cemitério da aldeia de Fajão)[15]  - "Guilherme Filipe: ... fica perpetuamente preservada na sua digna moldura a tua humanidade de sonhador de impossíveis, de arquitecto de Jardins Universitários, de construtor de Falanstérios utópicos, de artista que pintou a manta de todas as maneiras e cores... Igual  ti próprio para todo o sempre: transitório e fabuloso.";
- Também Eugénio de Castro, Virgílio Correia, Ramon Gomez de la Serna, Correa-Calderón, Afonso Duarte, António Ferro, Mário Saa, João Ameal e António de Sousa (Primeira Exposição de Guilherme Filipe em Coimbra, 1922).[16]

## Exposições
Algumas exposições em que Guilherme Filipe participou
- 1918 - Palácio das artes Madrid (exp. colectiva)
- 1923 - Universidade de Coimbra (exp. individual)
- 1924 - Grémio Literário em Lisboa (exp. individual)
- 1930 - Hotel Ritz Madrid (exp. individual)
- 1930 - Lyceum Madrid (exp. individual)
- 1933 - Grémio Literário em Lisboa (exp. individual)
- 1934 - Exposição Colonial Portuguesa no Porto (exp. colectiva)
- 1934 - Faculdade de Letras Universidade de Coimbra (exp. individual)
- 1937 - Galeria de Arte da rua Nova da Trindade (exp. individual)
- 1950 - Sociedade Nacional de Belas Artes Lisboa (exp. colectiva)
- 1953 - Galeria de Março (exp. colectiva)
- 1954 - Ateliê da Rua Castilho (exp. individual)
- 1955 - Faculdade de Ciências de Lisboa (exp. colectiva)
- 1956 - Sociedade Nacional de Belas Artes Lisboa (exp. colectiva)
- 1959 - Sociedade Nacional de Belas Artes (exp. colectiva)
- 1957 - Fundação Gulbenkian Lisboa (exp. colectiva)